# Leni Shida
Leni Shida (* 22. Mai 1994 in Arua) ist eine ugandische Leichtathletin, die im Sprint antritt und sich auf die 400-Meter-Distanz spezialisiert.

## Sportliche Laufbahn
Erste internationale Erfahrungen sammelte Leni Shida bei den Commonwealth Games in Glasgow 2014, erreichte dort über 400 Meter das Halbfinale, in dem sie mit 54,30 s ausschied. 2015 nahm sie an der Sommer-Universiade in Gwangju teil, schied dort über 400 Meter mit 53,40 s im Halbfinale aus und belegte mit der ugandischen 4-mal-400-Meter-Staffel in 3:45,50 min den fünften Platz. Bei den anschließenden Afrikaspielen in Brazzaville schied sie über 200 Meter im Halbfinale aus und belegte in ihrer Spezialdisziplin in 52,86 s den sechsten Platz. 2016 wurde sie bei den Afrikameisterschaften im südafrikanischen Durban in 53,91 s Achte. 2017 wurde sie bei den Islamic Solidarity Games in Baku in 54,57 s Fünfte. Im August nahm sie zum zweiten Mal an den Studentenweltspielen in Taipeh teil. Über 200 Meter und mit der 4-mal-100-Meter-Staffel schied sie im Vorlauf aus, über 400 Meter gelangte sie in das Halbfinale und mit der 4-mal-400-Meter-Staffel erreichte sie in 3:43,38 min den sechsten Platz.
2018 erfolgte die erneute Teilnahme an den Commonwealth Games im australischen Gold Coast teil und schied dort mit 54,50 s im Halbfinale aus. Zudem wurde sie mit der 4-mal-400-Meter-Staffel in 3:35,03 min Achte. Im August schied sie bei den Afrikameisterschaften in Asaba mit 24,36 s im Halbfinale aus und wurde über 400 Meter in 52,78 s Sechste. Bei den IAAF World Relays 2019 in Yokohama schied sie mit der 4-mal-400-Meter-Staffel mit 3:35,02 min in der Vorrunde aus. Im Juli gewann sie bei der Sommer-Universiade in Neapel in 51,64 s die Silbermedaille hinter der Mexikanerin Paola Morán. Zuvor stellte sie im Halbfinale mit 51,59 s einen neuen Landesrekord auf und qualifizierte sich damit auch für die Weltmeisterschaften in Doha im Oktober. Bei den Afrikaspiele in Rabat belegte sie in 52,47 s den sechsten Platz und gewann mit der ugandischen Stafette in 3:32,25 min die Bronzemedaille hinter Nigeria und Botswana. Anschließend schied sie bei den Weltmeisterschaften mit 52,22 s in der ersten Runde aus. 2021 qualifizierte sie sich über die Weltrangliste für die Olympischen Spiele in Tokio, kam dort aber mit 52,48 s nicht über die Vorrunde hinaus.
2022 klassierte sie sich bei den Afrikameisterschaften in Port Louis mit 52,91 s auf dem vierten Platz über 400 Meter und anschließend schied sie bei den Commonwealth Games in Birmingham mit 53,77 s im Halbfinale aus. Auch bei den Afrikaspielen 2024 in Accra schied sie mit 53,23 s im Semifinale aus. Im Juni belegte sie bei den Afrikameisterschaften in Douala in 53,50 s den siebten Platz.
In den Jahren 2016, 2017 und 2019 sowie 2022 und 2023 wurde Shida ugandische Meisterin im 400-Meter-Lauf sowie 2017 und 2019 auch über 200 Meter. Zudem wurde sie mit der 4-mal-100-Meter-Staffel 2017 und 2019 sowie 2022 und 2023 Landesmeisterin und 2017 und 2022 auch in der 4-mal-400-Meter-Staffel. Sie ist Studentin an der Bugema University.

## Persönliche Bestleistungen
- 200 Meter: 23,43 s (+1,7 m/s), 27. Juli 2019 in Kampala (ugandischer Rekord)
- 400 Meter: 51,47 s, 26. Juli 2019 in Kampala (ugandischer Rekord)